# I due sergenti (film 1922)
I due sergenti è un film del 1922 diretto da Guido Brignone.